# Moyie Springs
Moyie Springs is een plaats (city) in het uiterste noorden van de Amerikaanse staat Idaho en valt bestuurlijk gezien onder Boundary County.

## Demografie
Bij de volkstelling in 2000 werd het aantal inwoners vastgesteld op 656.
In 2006 is het aantal inwoners door het United States Census Bureau geschat op 728, een stijging van 72 (11,0%).

## Geografie
Volgens het United States Census Bureau beslaat de plaats een oppervlakte van 3,9 km², waarvan 3,9 km² land. Moyie Springs ligt op ongeveer 546 meter boven zeeniveau, nabij de plek waar de Moyie River uitmondt in de Kootenai River.

## Plaatsen in de nabije omgeving
De onderstaande figuur toont nabijgelegen plaatsen in een straal van 56 km rond Moyie Springs.